# Guadalupe el Limón
Guadalupe el Limón är en ort i Mexiko.   Den ligger i kommunen Venustiano Carranza och delstaten Chiapas, i den sydöstra delen av landet, 800 km öster om huvudstaden Mexico City. Guadalupe el Limón ligger 1 013 meter över havet och antalet invånare är 179.
Terrängen runt Guadalupe el Limón är lite bergig. Runt Guadalupe el Limón är det ganska tätbefolkat, med 52 invånare per kvadratkilometer. Närmaste större samhälle är Venustiano Carranza, 11,6 km väster om Guadalupe el Limón. Omgivningarna runt Guadalupe el Limón är en mosaik av jordbruksmark och naturlig växtlighet.